# Hypoponera transvaalensis
Hypoponera transvaalensis is een mierensoort uit de onderfamilie van de Ponerinae. De wetenschappelijke naam van de soort is voor het eerst geldig gepubliceerd in 1947 door Arnold.